# Judits bok
Judits bok (grekiska Ιουδήθ) är en av böckerna i Tillägg till Gamla testamentet. I boken berättas om hur en judisk kvinna vid namn Judit räddar sitt folk genom att förföra och sedan döda Nebukadnessar II:s härförare Holofernes. Som symbol för kvinnlig styrka och politiskt mod har hon ofta blivit ett motiv i konsten.
De antika manuskript som finns av Judits bok förmedlar tre något olika versioner på grekiska, två på latin och en på syriska. Troligtvis är originalet en gång formulerat på hebreiska, men det finns inga manuskriptfynd som bevisar det, och det är vanligtvis den grekiska texten som ligger till grund för moderna översättningar.
Judits bok börjar med att datera början av sin historia till "det tolfte året av Nebukadnessars regering, han som var kung över assyrierna i den stora staden Nineve, då Arpakshad var kung över mederna i Ekbatana". Den kung Nebukadnessar vi känner till från historien och Andra Kungaboken var kung över Babylonien och residerade i Babylon, och någon historisk kung Arpakshad av Medien känner vi inte till.
De flesta bibelforskare tolkar därför denna datering som ett sätt att förklara för läsaren/lyssnaren att den historia som skall berättas inte har inträffat i verkligheten, men som har ambitionen att vara realistisk.

## Bilder
Porträtt av Judit när hon dödar Holofernes eller bärandes hans huvud är ett mycket vanligt motiv i västerländsk konst från renässansen och framåt.
| - Sandro Botticelli, Judit (omkring 1470), Cincinnati Art Museum. - Andrea Mantegna eller hans verkstad, Judit och Holofernes (cirka 1500), National Gallery of Art. - Giorgione, Judit (1504), Eremitaget. - Målning i Sixtinska kapellet av Michelangelo (cirka 1510). - Paolo Veronese, Judit med Holofernes huvud (cirka 1580), Kunsthistorisches Museum. - Judit och Holofernes. Målning av Caravaggio från 1598–1599. - Målning av Cristofano Allori från 1613. - Simon Vouet, Judit (cirka 1625), Alte Pinakothek. - Artemisia Gentileschi, Judit och Holofernes (1612–1613), Museo di Capodimonte. - Francisco de Goya, Judit och Holofernes (1820–1823), Pradomuseet. - August Riedel, Judit (1840). - Judit och Holofernes av Gustav Klimt från 1901. |